# László Zsigmond
László Zsigmond (născut la 23 septembrie 1960 la Ozun, jud. Covasna) a fost un deputat român în legislatura 1990-1992 și în legislatura 1992-1996, ales în județul Mureș pe listele partidului UDMR.